# 게임 마스터스
게임 마스터스(영어: Game Masters)는 2012년 6월 28일에서 10월 28일 사이에 오스트레일리아 동영상 박물관에서 열렸던 전시물이다.